# Закуев, Анзор Арсенович
Анзор Арсенович Закуев (род. 30 июня 1997 год, Кабардино-Балкария) — российский борец вольного стиля. Чемпион России. Мастер спорта международного класса.

## Биография
Анзор родился 30 июня, 1997 года в Кабардино-Балкарии. Начал тренироваться по вольной борьбе в 6 лет, под руководством своего отца тренера Арсена Закуева.

## Спортивная карьера
Первые результаты для Закуева пришли в 2012 году, на местном турнире по вольной борьбе памяти народного поэта Кабардино-Балкарии Кайсына Кулиева, где Анзор стал первым, в весовой категории до 54 кг. В 2016 году стал вторым на первенстве России среди юниоров, проиграв в финале Давиду Баеву (РСО-Алания). Как второй номер сборной был удостоен чести представлять сборную России на первенстве Европы в Германии, где Закуев стал первым. В феврале 2019 стал вторым на турнире памяти "Дана Колова и Никола Петрова" в Болгарии. В марте 2019 года Закуев выступил в качестве члена сборной России на кубке мира в Якутске, где выиграл первое место в командном зачёте. В 2022 году стал финалистом гран-при "Иван Ярыгин" в Красноярске и чемпионата России в Кызыле (Тыва). В мае 2024 года выиграл чемпионат России, одолев в финале Магому Дибиргаджиева.

## Спортивные достижения
- 2024 Чемпионат России — ;
- 2022 Чемпионат России — ;
- 2022 Гран-при Иван Ярыгин — ;
- 2019 Кубок мира — ;
- 2017 Первенство Европы среди юниоров — ;

## Личная жизнь
Анзор является старшим братом Азамата Закуева, который так же является борцом вольного стиля.